# Alive 2
Alive 2 – długogrająca płyta koncertowa amerykańskiego zespołu thrash metalowego Anthrax, druga tego typu w ich dyskografii, wydana w 2005 roku.
Płyta została nagrana w oryginalnym składzie ponownie utworzonym na czas tournée w 2005 z Joeyem Balladonną i Danem Spitzem i zawiera utwory z płyt od Fistful of Metal do Persistence of Time z okresu, kiedy Anthrax grał bez wokalisty Johna Busha. Rejestracja koncertu miała miejsce 3 czerwca 2005 roku. W przeciwieństwie do poprzedniej płyty Music of Mass Destruction CD i DVD sprzedawane były oddzielnie jako „Alive 2: The Music” i „Alive 2: The DVD”.
Po zakończeniu trasy koncertowej Belladonna i Spitz ponownie opuścili Anthrax, do zespołu nie wrócił też Bush.

## Utwory

### Muzyka -CD
1. „Among the Living” – 5:29
2. „Caught In a Mosh” – 5:42
3. „A.I.R.” – 6:22
4. „Antisocial” – 6:05
5. „Lone Justice"* - 4:32
6. „Efilnikufesin (N.F.L.)” – 5:59
7. „Deathrider” – 3:37
8. „Medusa” – 4:59
9. „In My World” – 6:09
10. „Indians” – 7:45
11. „Time” – 6:52
12. „Be All, End All” – 7:44
13. „I Am the Law” – 7:04

* Tylko wydanie specjalne

### DVD
1. „Among the Living” – 5:29
2. „Caught In a Mosh” – 5:42
3. „A.I.R.” – 6:22
4. „Madhouse” – 6:05
5. „Efilnikufesin (N.F.L.)” – 5:59
6. „Deathrider” – 3:37
7. „Medusa” – 4:59
8. „In My World” – 6:09
9. „Indians” – 7:45
10. „Time” – 6:52
11. „I'm the Man” – 6:31
12. „Be All, End All” – 7:44
13. „I Am the Law” – 7:04

DVD zawiera dodatkowo:
- Documentary
- State of Euphoria
- Juliya Interview
- Touring Tales
- The Vaccine

## Skład zespołu
- Joey Belladonna - śpiew
- Scott Ian - gitara elektryczna
- Dan Spitz - gitara elektryczna
- Frank Bello - gitara basowa
- Charlie Benante - perkusja